# Kabinet-Simon
Het Kabinet Simon was een Frans kabinet van 12 december 1876 tot 17 mei 1877. De premier was Jules Simon.

## Kabinet-Simon (12 december1876-17 mei1877)
- Jules Simon - President van de Raad (premier) en minister van Binnenlandse Zaken
- Louis, duc Decazes - Minister van Buitenlandse Zaken
- Jean Auguste Berthaud - Minister van Defensie
- Léon Say - Minister van Financiën
- Louis Martel - Minister van Justitie, Grootzegelbewaarder en minister van Kerkelijke Zaken
- Martin Fourichon - Minister van Marine en Koloniën
- William Henry Waddington - Minister van Onderwijs en Schone Kunsten
- Albert Christophle - Minister van Openbare Werken
- Pierre Teisserenc de Bort - Minister van Landbouw en Handel